# 706 (szám)
A 706 (római számmal: DCCVI) egy természetes szám, félprím, a 2 és a 353 szorzata.

## A szám a matematikában
A tízes számrendszerbeli 706-os a kettes számrendszerben 1011000010, a nyolcas számrendszerben 1302, a tizenhatos számrendszerben 2C2 alakban írható fel.
A 706 páros szám, összetett szám, azon belül félprím, kanonikus alakban a 21 · 3531 szorzattal, normálalakban a 7,06 · 102 szorzattal írható fel. Négy osztója van a természetes számok halmazán, ezek növekvő sorrendben: 1, 2, 353 és 706.
A 706 négyzete 498 436, köbe 351 895 816, négyzetgyöke 26,57066, köbgyöke 8,90434, reciproka 0,0014164. A 706 egység sugarú kör kerülete 4435,92883 egység, területe 1 565 882,876 területegység; a 706 egység sugarú gömb térfogata 1 474 017 747,2 térfogategység.